# Повілас Гайдіс
Повілас Гайдіс (лит. Povilas Gaidys; 24 травня 1937, Субачус, Паневежиський повіт — 11 липня 2021, Клайпеда) — литовський режисер, актор театру і кіно. Народний артист Литовської РСР (1987).

## Життєпис
Народився 24 травня 1937 року в містечку Субачус Паневежиського повіту Литви.
У 1958 році закінчив акторський факультет Литовської державної консерваторії, а у 1963 році — режисерський факультет ГІТІСу.
З 1963 року — актор і режисер Клайпедського драматичного театру. З 2001 року — головний режисер і художній керівник театру.

## Нагороди і почесні звання
- Лауреат Державної премії Литовської РСР (1979).
- Народний артист Литовської РСР (1987).
- Офіцерський хрест ордена Великого князя Литовського Гедимінаса (2002).

## Театральні роботи
- «Бенкет», Ніл Саймон (2005);
- «Одноактна моноп'єса актора-початківця», Юстас Тертеліс (2008);
- «Повія», Ерік-Емануель Шмітт (2006);
- «Оскар і місіс Роуз», Ерік-Емануель Шмітт (2009);
- «Тектоніка почуттів», Ерік-Емануель Шмітт (2010);
- «Миш'як і старі мережива», Йозеф Кессельрінг (2011);
- «Вогонь за пазухою» Г. Кановичюса (1972, Ленінградський театр ім. Ленсовета).

## Ролі у кіно
- 1969 — Червень, початок літа | Birželis, vasaros pradžia — Бальчюнас, кореспондент;
- 1970 — Чоловіче літо | Vyrų vasara — провокатор;
- 1971 — Рани землі нашої | Žaizdos žemės mūsų — Діргела;
- 1974 — Розколоте небо | Perskeltas dangus — голова Тракімас (дублював Ернст Романов);
- 1976 — Довга подорож до моря | Ilga kelionė prie jūros — капітан;
- 1976 — Пригоди Калле-сищика | Seklio Kalio nuotykiai — комісар поліції;
- 1978 — Змилуйся над нами | Pasigailėk mūsų — німецький офіцер;
- 1979 — Обличчя на мішені | Veidas taikinyje — отець Браун;
- 1980 — Мільйони Ферфакса — Тіггі Даунтрі, чоловік Люсі;
- 1982 — Багач, бідняк… (4 серія) | Turtuolis, vargšas — Дженінгс, друг Томаса Джордаха;
- 1983 — Жінка і четверо її чоловіків | Moterį ir keturis jos vyrus — Маузенхунд;
- 1983 — Політ через Атлантичний океан | Skrydis per Atlantą — Кімбл;
- 1984 — Весілля у лісі | Vestuvės girioje — Мартінас;
- 1986 — Усі проти одного | Visi prieš vieną — суддя;
- 1986 — Золотий ланцюг — Естамп;
- 1987 — Виставка | Parodų rūmai — член журі;
- 1992 — Таємниця — Сем Патрік, приватний детектив;
- 2000 — Життя Ельзи | Elze's Life | Elze is Gilijos (Литва, Німеччина) — пастор.